# Kaoru Usui
Kaoru Usui (臼井 薫, Usui Kaoru), né à Nagoya le 12 décembre 1916 et mort le 1er décembre 2010, est un photographe japonais connu pour photographier les enfants et la vie de Nagoya et de ses environs.

## Biographie
L'acteur Shigeru Amachi (né Noboru Usui) est son frère cadet. Il commence la photographie vers 1933 quand il achète une « Pearlette »  Rokuoh-sha (appareil  besutan, copie du Vest Pocket de Kodak) et à partir de 1934 s'abonne à photo Times dont une contributrice régulière, Sakae Tamura, l'inspire et l'influence.
Des années 1930 aux années 1950, Usui travaille à mettre en place une série de groupes de photographie amateur à Nagoya. L'un d'eux est Shūdan 35 (集団35), dont les membres en 1952 comprennent le jeune Shōmei Tōmatsu.
Entre 1950 et 1955, Usui remporte trois fois le prix annuel de Camera, ses créations y étant très appréciées par Ken Domon dont Usui suit avec enthousiasme l'approche réaliste. Usui continue à gagner des concours jugés par Domon et reste auprès de Photo Art à la fin des années 1950. 
Usui ne se contente pas de coller au réalisme : certaines des photographies de sa série mise en scène des années 1980 Arsène Lupin paraissent dans Popular Photography Magazine et le livre auto-publié qu'il en tire est bien considéré.
En 1994, Usui remporte Aichi-ken Geijutsu Bunka Shōreishō (愛知県芸術文化奨励賞), prix culturel de la préfecture d'Aichi. Vers la fin des années 1990, il apprécie de nouveau, comme Shōji Ueda et plusieurs autres photographes de cette époque - la photographie avec un appareil ou des objectifs besutan.

## Albums d'Usui
(Dans l'ordre chronologique, peut-être incomplet. Les titres alternatifs non-japonais entre parenthèses et sans italicization sont les traductions des titres japonais de WP; les titres en italique à l'extérieur des parenthèses apparaissent sur les livres.)
- (ja) Tobera  no ki no shita (海桐花の樹の下?), « Sous le tobira » . Nagoya : Kaoru Usui, 1973.
- (ja) Kaidō (街道?). Nagoya: Kaidō Shuppan Iinkai, 1984. Photographies en noir et blanc du kaidō (anciennes routes du Japon).
- (ja) Arusēnu Rupan (アルーヌ・ルパン?) / Arsène Lupin. Nagoya : Kaoru Usui, 1985.
- (ja) Amachi Shigeru gojūnen no kōbō (天知茂五十年の光芒?). Nagoya : Usui Kaoru Shashin no Mise, 1987.   Photographies de Shigeru Amachi.
- (ja) Sengo o ikita kodomo-tachi (戦後を生きた子供達?). Nagoya : Usui Kaoru Shashin no Mise, 1988.
- (ja)Watakushi no Shōwa shashinshi: Shōwa 10-nen yori Shōwa 35-nen made (私の昭和写真史：昭和10年より昭和35年まで?), « Mon histoire photographique de Shōwa » : de 1935 à 1970). Nagoya: Usui Kaoru Shashin no Mise, 1991.  Photographies en noir et blanc de cette période de 35-year de l'ère Shōwa.
- (ja) Igaguri, otenba, gaki-daishō (イガ栗、おてんば、ガキ大将?). Nagoya: Kyōdo Shuppansha, 1993.  (ISBN 4-87670-056-7). Photographies de et texte sur les enfants de la fin des années 1940 jusqu'au milieu des années 1960, légendes et textes uniquement en japonais.
- (ja)(travail en commun.) Kita-ku, Nishi-ku-hen: Minoji, Kisoji ni sotte (北区・西区編：美濃路・木曽路に沿って?). Nagoya: Kyōdo Shuppansha, 1993.  (ISBN 4-87670-051-6).
- (ja) Shikisoku-zeku: Aichi-ken Geijutsu Bunka Senshō jushō kinen sanbusaku (色即是空：愛知県芸術文化選奨受賞記念三部作?), « Tout est vanité » : Création en trois parties pour le prix Geijutsu Bunka de la préfecture d'Aichi). Nagoya: Kaidō Shuppan Iinkai, 1996.  Photographies en couleur, y compris un ensemble pris avec un objectif besutan.
- (ja) Ningen o ikiru (人間を生きる?). Nagoya: Kyōdo Shuppansha, 1998.  (ISBN 4-87670-104-0).
- (ja) Avec Toshirō Maruo (円尾敏郎?). Amachi Shigeru (天知茂?). Tokyo : Wides, 1999.  (ISBN 4-89830-012-X). Photographies de Shigeru Amachi.
- (ja) Shōwa sanjū nendai no Seto: Tōjō no yama to machi to hitobito (昭和30年代の瀬戸：陶上の山と町と人々?). Seto, Aichi: musée d'art municipal de Seto, 2000.  Catalogue d'une exposition organisée au musée d'art municipal de Seto; photographies de Seto de 1955 à 64, particulièrement des paysages et des enfants.
- (ja) Usui Kaoru ga kiroku shita sengo o ikita kodomo-tachi (臼井薫が記録した戦後を生きた子ども達?). Gifu : Gifu Shinbunsha, 2002.  (ISBN 4-87797-043-6).